# シャルル＝フィリップ・ドルレアン (1973-)
シャルル＝フィリップ・マリー・ルイ・ドルレアン（Charles-Philippe Marie Louis d'Orléans, 1973年3月3日 - ）は、フランスの旧統治者家門オルレアン家の子孫の1人。アンジュー公の儀礼称号を称しているが、この称号はレジティミストのフランス王位請求者ルイス・アルフォンソ・デ・ボルボンと競合状態にある。

## 概略
オルレアニストのフランス王位請求者パリ伯アンリの三男であるエヴルー伯ミシェルと、その妻のベアトリス・パスキエ・ド・フランリュー（Béatrice Pasquier de Franclieu、1941年）の間の第3子、長男として生まれた。2004年12月8日、伯父でオルレアン家家長のパリ伯およびフランス公アンリによって、アンジュー公に叙爵された。ブルボン家嫡系の家長を名乗り、オルレアン家とは対立関係にあるレジティミストのフランス王位請求者ルイス・アルフォンソが、1986年以降アンジュー公の称号を名乗っていたため、同じ公爵位を名乗る人物が同時に2人存在することになった。
また同じ2004年に聖ラザロ騎士団の総長に選出されたが、この総長職についてもその正統性をめぐり、セビーリャ公フランシスコ・デ・ボルボン、アルマザン侯カルロス・ゲレダ・デ・ボルボン、メルキト東方典礼カトリック教会総主教グレゴリオス3世ラハムらと競合状態にあった。2010年3月、「個人的な理由」から急遽、聖ラザロ騎士団総長の辞任を発表し、後継者にオルレアン家と姻戚関係のあるヤン・ヨゼフ・ドブジェンスキー伯爵を指名した。
2008年6月21日ポルトガルのエヴォラ大聖堂にて、カダヴァル公爵家の第11代当主ディアナ・アルヴァレシュ・ペレイラ・デ・メロと結婚。夫妻は両シチリア王フランチェスコ1世を共通の先祖にもつ。二人の間には一人娘イザベルが生まれたが、2022年、夫妻は離婚を公表した。
2023年3月、ドイツ人ファッションデザイナー、オットー・カーンの未亡人、ナオミ＝ヴァレスカ・カーンとの婚約が発表され、同年9月9日、ナオミ＝ヴァレスカ・カーンと民事婚を挙げた。 この結婚は家長であるジャン・ドルレアンの同意なしで行われたため、ナオミ＝ヴァレスカにはアンジュー公夫人の称号は与えられず、シャルル・フィリップ・ドルレアン夫人とのみ扱われることになる。宗教婚は挙げていない。前妻との婚姻がカトリック教会から無効とされていないためである。よってアンジュー公夫人の称号は前妻が所持している。

## 子女
カダヴァル公爵家の第11代当主ディアナ・アルヴァレシュ・ペレイラ・デ・メロとの間に一女をもうける。
- イザベル（2012年 - ）